# Odette Métais
Pour les articles homonymes, voir Métais.
Odette Métais de son nom de naissance puis Odette Marchelidon après son mariage en 1945, née le 25 février 1922 à La Haye-Descartes (Indre-et-Loire) et morte le 28 octobre 2006 à Millau (Aveyron), est une Juste parmi les Nations.

## Biographie
Alors qu'elle est employée de maison chez les Goupille, amis de sa mère, elle participe au réseau animé par André et Jeanne Goupille ainsi que leurs quatre enfants, qui organise le passage clandestin de plus de 2 000 personnes au travers de la ligne de démarcation qui passe non loin de La Haye Descartes.
Elle est arrêtée avec André Goupille et Lucien Marchelidon (son futur mari) en compagnie d'autres résistants et emmenée à la prison de Tours jusqu'au 30 mars 1944, puis au camp de Romainville. Le 18 avril 1944, elle est déportée à Ravensbruck par le convoi I.204, puis transférée au commando de Holleinstein.
Libérée, elle se marie avec Lucien Marchelidon en novembre 1945.
Son dossier Yad Vashem porte le numéro 8823 et la Médaille de Juste lui est remise en 2000.